# Paolo Pezzi

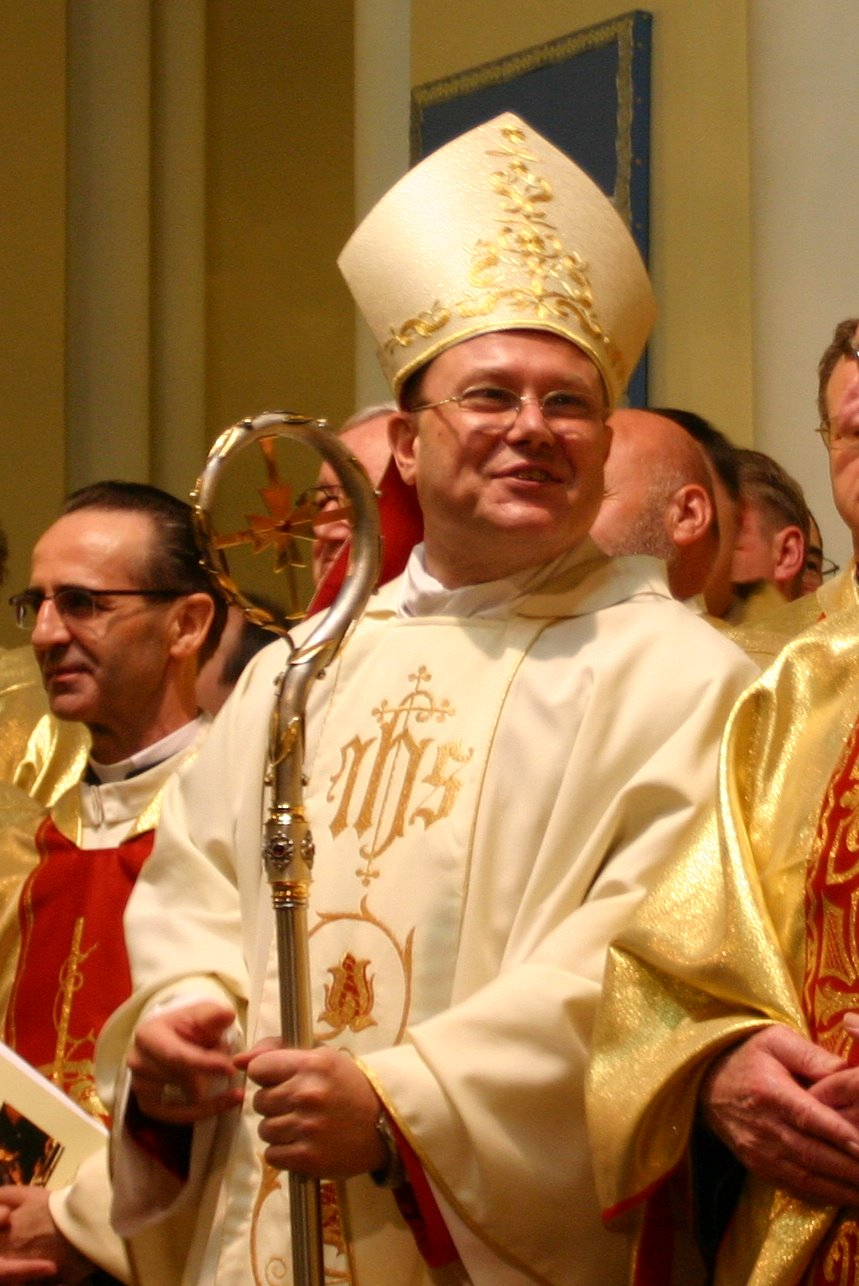
Paolo Pezzi FSCB (2007)

Wappen von Paolo Pezzi

Paolo Pezzi FSCB (* 8. August 1960 in Russi, Emilia-Romagna) ist ein italienischer Ordensgeistlicher und römisch-katholischer Erzbischof von Moskau und Metropolit der gleichnamigen Kirchenprovinz.  Von 2011 bis 2017 war er zudem Präsident der Russischen Bischofskonferenz.

## Leben
Paolo Pezzi studierte von 1985 bis 1990 Philosophie und Theologie an der Päpstlichen Universität Heiliger Thomas von Aquin in Rom. Am 22. Dezember 1990 empfing er in der Priesterbruderschaft der Missionare des heiligen Karl Borromäus die Priesterweihe in Rom durch Ugo Kardinal Poletti. Nach einem Doktoratsstudium in Pastoraltheologie an der Päpstlichen Lateranuniversität wurde er mit der Arbeit „Katholiken in Sibirien – Ursprünge, Verfolgung, heute“ promoviert. Seit 1993 ist er in Russland tätig.
Von 1993 bis 1998 war Pezzi Direktor der katholischen Kirchenzeitung und Dekan in der Apostolischen Administratur von Westsibirien (ab 2002 Bistum der Verklärung von Nowosibirsk). Von 1998 bis 2005 war er als Generalvikar der Priesterbruderschaft der Missionare des hl. Karl Borromäus (FSCB) in die Ordensleitung eingebunden. Parallel übernahm er die Leitung der Bewegung Comunione e Liberazione für Russland. 2004 wurde Pezzi Professor am Priesterseminar „Maria Königin der Apostel“ in Sankt Petersburg, ab 2006 dessen Regens.
2007 ernannte ihn Papst Benedikt XVI. zum Erzbischof des Erzbistums Mutter Gottes von Moskau. Die Bischofsweihe spendete ihm am 27. Oktober 2007 sein zum Erzbischof von Minsk-Mahiljou ernannter Amtsvorgänger Tadeusz Kondrusiewicz; Mitkonsekratoren waren Joseph Werth SJ, Bischof des Bistums der Verklärung von Nowosibirsk, und Erzbischof Antonio Mennini, Apostolischer Nuntius in Russland.
Am 21. Januar 2011 wurde er zum Präsidenten der Konferenz der katholischen Bischöfe in Russland gewählt.
Er ist erster Großprior der russischen Ordensprovinz des Ritterordens vom Heiligen Grab zu Jerusalem.

### Äußerungen
Bei einer Predigt zum Besuch der Wallfahrt am 13. Oktober 2011 in Fátima (Portugal) sagte er: Die Tendenz besteht, dass „totalitäre Mächte“ die religiöse Dimension in der Gesellschaft unterdrücken, was bedeutet, dass „die Mächtigen dieser Welt alles, was Gott Ehre macht, hassen“.
Paolo Pezzi sagte weiter, dass es kein Zufall ist, dass jede totalitäre Macht den Hauptzweck verfolgt, den Menschen die lebendige Erinnerung an die Geschichte und Religion auszulöschen.